# Підрив Козаровицької дамби
Підрив Козаровицької дамби, що відокремлювала меліоровану заплаву річки Ірпінь від Київського водосховища, було здійснено Збройними силами України 8 березня 2022 року з метою запобігання просуванню російських військ під час вторгнення Росії в Україну . В результаті було затоплено понад 2800 гектарів земель, а також житлові будинки в селах Козаровичі та Демидів   .

## Хід подій
Київське водосховище було створено під час будівництва Київської ГЕС у 1960-х роках. Для захисту земель у заплаві річки Ірпінь від затоплення було збудовано Козаровицьку греблю довжиною 1,4 км, що відокремлює заплаву від водосховища, та насосну станцію, що перекачує води річки у водосховище. В результаті рівень води у водосховищі знаходився на 3 метри вище, ніж у заплаві річки  .
Було багато проблемних моментів. По-перше, технічне виконання замінування було майже актом самогубства через регулярні обстріли території дамби і насосної станції ворожою артилерією, оскільки російські війська перебували вже зовсім поруч. По-друге, надважливим був правильний розрахунок потужності вибуху і масштабу впливу. При сильному вибуху існувала загроза, що велетенська маса води з Київського водосховища могла знести села по течії Ірпеня, що спричинило б великі руйнування та людські жертви. До того ж, місцеві мешканці і так були відрізані від будь-якої логістики, вкрай важливо було підірвати греблю лише частково, щоб пішки можна було дійти і на дамбу, і потрапити або вийти з села. Але щоб це не було можливо для військової техніки. Дамбу довелося підривати двічі, оскільки перший раз був невдалим . Спочатку українська влада в особі посла України в США звинуватила у підриві греблі російські війська.

## Наслідки

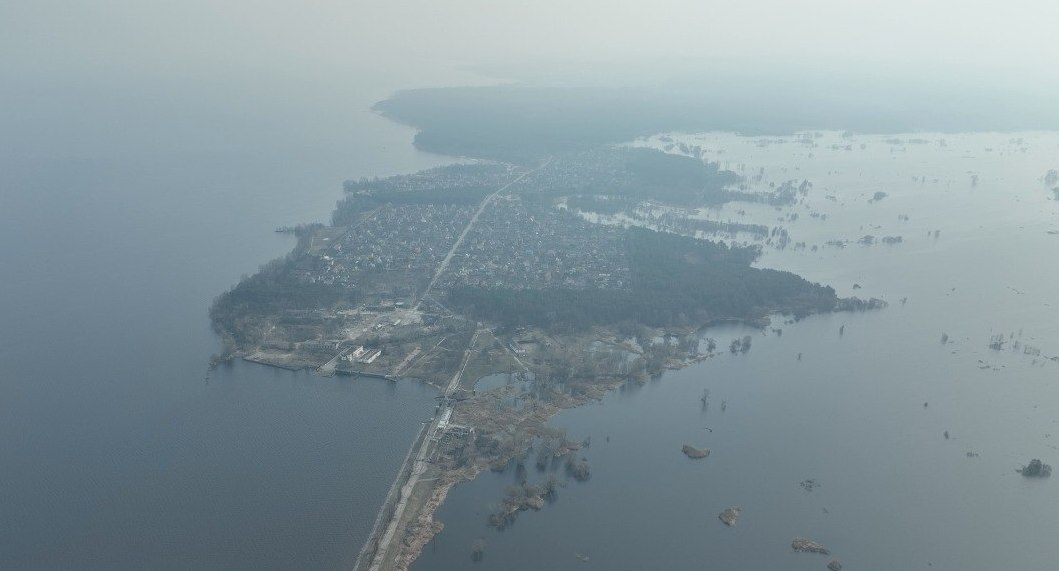
Затоплене с. Демидів

На думку газети The New York Times, рукотворна повінь відіграла ключову роль у бойових діях поблизу Києва у березні 2022 року. Розлита вода створила ефективний бар'єр для танків, змусивши російські війська наступати з інших напрямків — у районі Гостомеля, Бучі та Ірпеня, де їм довелося втягнутися в міські бої. Спроби російських військ перетнути річку Ірпінь шляхом наведення понтонних мостів виявилися невдалими  .
Як повідомив міністр захисту навколишнього середовища та природних ресурсів України Руслан Стрілець, сума збитків від затоплення становить 27,5 мільйона гривень. Також існують побоювання щодо екологічних наслідків того, що сталося, оскільки до зони затоплення потрапили звалища, вигрібні ями, оброблені органічними добривами поля   .
Російські війська відступили з-під Києва у квітні 2022 року, але станом на листопад 2022 року затоплення не було ліквідовано, при цьому велися роботи з відновлення греблі. Деякі екологи пропонують зберегти заплаву в повністю або частково затопленому та заболоченому стані  .
Республіка Корея допоможе відновити Козаровицьку дамбу. Вартість робіт оцінили в 14 млн $. У відновленні допоможуть дві корейських компанії:  K-Water і KOICA .
Конкурс на відновлення Козаровицької дамби та захист заплави за орієнтовно 0.5 млрд гривень оголошений в системі Прозорро влітку 2025 року. Пропозицію надав один учасник.

## Оцінки
Газета The Washington Post охарактеризувала те, що сталося як приклад «гідравлічної війни» — навмисного затоплення території під час бойових дій  .